# Dig og mig
Pour plus de détails, voir Fiche technique et Distribution.
Crying for Love (danois : Dig og Mig) est un long métrage danois. Écrit et réalisé par Christian E. Christiansen en 2008. Il est basé sur le court métrage At Night, nommé pour un Oscar en 2008.

## Synopsis
Trois filles se rencontrent à l'hôpital. Ayant du mal à accepter leur maladie et le sort que leur a réservé le destin, ils reviennent sur des moments décisifs de leur vie. Leurs histoires sont différentes mais les filles sont rassemblées dans leur recherche d'amour et de compagnie.

## Distinctions
- Prix Bodil / Meilleure actrice (Bedste kvindelige hovedrolle) / Laura Christensen
- Prix du cinéma danois (Robert)
  - Meilleure actrice (Årets kvindelige hovedrolle) / Julie R. Ølgaard
  - Meilleur acteur dans un second rôle (Årets mandlige birolle) / Henrik Prip
  - Meilleure actrice dans un second rôle (Årets kvindelige birolle) / Laura Christensen
- Gagnante Zulu 2009 / Meilleure actrice (Årets danske kvindelige hovedrolle) Laura Christensen / Neel Rønholt / Julie R. Ølgaard